# Коломбо, Умберто (футболист)
Умберто Коломбо (итал. Umberto Colombo; 21 мая 1933, Комо, Ломбардия — 26 октября 2021, Бергамо, Ломбардия) — итальянский футболист, выступавший на позиции полузащитника.

## Карьера
Дебютировал за «Ювентус» в сезоне 1954/55 года, сыграв в 19 играх. В сезоне 1955/56 года сыграл 18 игр, а в сезоне 1956/57, выйдя на поле 25 раз. В следующем розыгрыше чемпионата Италии впервые стал чемпионом, сыграв 28 игр. Такое же количество игр сыграл в сезоне 1958/59. В сезонах 1959/60 и 1960/61 выиграл еще два чемпионских титула, отыграв в общей сложности 55 игр.
В конце своего последнего сезона покидает команду из Пьемонта и переходит в «Аталанту». Будучи игроком команды из Бергамо сыграл 5 сезонов, сменив позицию полузащитника на защитника. Также выиграл с «Аталантой» Кубок Италии, который был разыгран 2 июня 1963 года. Завершил карьеру в Серии B с «Вероной».